# Oberkretze
Oberkretze, im 19. Jahrhundert auch Kritze oder Kretze, war eine Hofschaft in Hückeswagen im Oberbergischen Kreis im Regierungsbezirk Köln in Nordrhein-Westfalen (Deutschland). Die Hofschaft wurde für den Bau der Wuppertalsperre abgetragen und der Standort ist heute überflutet.

## Lage und Beschreibung
Oberkretze lag im Tal der Wupper im nördlichen Hückeswagen. Nachbarorte waren das ebenfalls abgegangene Niederkretze, Karrenstein, Steffenshagen, Voßhagen, Dürhagen, Engelshagen und Niederhombrechen.
Die Hofschaft war über eine Zufahrtsstraße aus Richtung Niederhombrechen erreichbar, ein Steg führte bei Oberkretze über die Wupper.

## Geschichte
1481 werden die Orte Ober- und Niederkretze in einer Spendenliste für den Marienaltar der Hückeswagener Kirche genannt. Beide Orte sind darin mit „Im Kretze“ benannt. Die Karte Topographia Ducatus Montani aus dem Jahre 1715 zeigt den Hof als n.Kretz. Im 18. Jahrhundert gehörte der Ort zum bergischen Amt Bornefeld-Hückeswagen.
1815/16 lebten 14 Einwohner im Ort. 1832 gehörte Oberkretze unter dem Namen Kritz der Herdingsfelder Honschaft an, die ein Teil der Hückeswagener Außenbürgerschaft innerhalb der Bürgermeisterei Hückeswagen war. Der laut der Statistik und Topographie des Regierungsbezirks Düsseldorf als Weiler kategorisierte Ort besaß zu dieser Zeit ein Wohnhaus und drei landwirtschaftliche Gebäude. Zu dieser Zeit lebten sieben Einwohner im Ort, allesamt evangelischen Glaubens.
Im Gemeindelexikon für die Provinz Rheinland werden 1885 ein Wohnhaus mit acht Einwohnern angegeben. Der Ort gehörte zu dieser Zeit zur Landgemeinde Neuhückeswagen innerhalb des Kreises Lennep. 1895 besitzt der Ort ein Wohnhaus mit neun Einwohnern, 1905 ein Wohnhaus und sieben Einwohner.
In den 1970er Jahren wurden die Gebäude für den projektierten Bau der Wuppertalsperre abgebrochen. Zeitgleich wurde ein paar hundert Meter östlich von Oberkretze die Hofschaft Neukretze neu gegründet. 1982 begann der Aufstau, der den Wohnplatz überflutete.
In den 1970er Jahren gab es auch Überlegungen des Energiekonzerns RWE bei Oberkretze ein Atomkraftwerk zu errichten. Aufgrund der unsicheren Versorgung mit Kühlwasser durch die Wupper wurden diese Überlegungen nicht weiter fortgeführt.